# Cierva C.3
El Cierva C.3 fue un autogiro experimental construido por el ingeniero español Juan de la Cierva y Codorníu en España en 1922. 

## Diseño y desarrollo
Estaba basado en el fuselaje de un monoplano Sommer y estuvo en condiciones de vuelo a comienzos de 1922. El C.3, en lugar de usar un rotor doble coaxial como el C.1, utilizaba, al igual que el C.2, un único rotor, aunque a diferencia del C.2, que tenía un rotor tripala, era de cinco palas rígidas. Consiguió dar algunos pequeños saltos durante las pruebas, en las cuales la Cierva notó una cierta tendencia de la máquina a volcar a la derecha (lo que en la España de la época dio lugar a chistes políticos), alertándolo así del problema de la asimetría de la sustentación, provocada por la desigualdad de sustentación entre la pala que avanza y la que retrocede, que provocaban que el autogiro volcara en su recorrido por la pista, un problema que tendría que superar antes de lograr una aeronave de ala giratoria operacional.
Fue equipado inicialmente con un motor rotativo Gnome Rhône de siete cilindros y 50 hp, y posteriormente, con un Le Rhône de 80 hp.
El C.3 resultó dañado en cuatro ocasiones, tras las cuales fue reconstruido en cada una de ellas antes de ser abandonado sin llegar a volar, momento en el que De la Cierva retornó a los trabajos sobre el C.2.

## Especificaciones

### Características generales
- Tripulación: Uno (piloto)
- Planta motriz: 1× motor rotativo de siete cilindros refrigerado por aire Gnome et Rhône.
  - Potencia: 37 kW (51 HP; 50 CV)

## Aeronaves relacionadas

### Desarrollos relacionados
- Cierva C.1
- Cierva C.2

### Secuencias de designación
- Secuencia C._ (Interna de la compañía Cierva): C.1 - C.2 - C.3 - C.4 - C.5 - C.6 →